# Tommy Quick
Tommy Quick, född 22 juli 1955, död 10 november 2013, var en svensk bågskytt. Han deltog vid olympiska sommarspelen 1984.